# Acroreiidae
Acroreiidae zijn een uitgestorven familie van slakken (Gastropoda).

## Taxonomie
De volgende taxa zijn bij de familie ingedeeld:
- † Geslacht Acroreia Cossmann, 1885
  -  † Acroreia baylei (A.E.M. Cossmann, 1885)